# Andrei Walerjanowitsch Ussow
Andrei Walerjanowitsch Ussow (russisch Андрей Валерьянович Усов, englisch Andrei Usov; * 16. Juni 1994 in Saratow) ist ein moldawischer Biathlet russischer Herkunft. Er gab 2020 sein Debüt im Weltcup.

## Sportliche Laufbahn
Andrei Ussow wurde in Russland geboren, trat für sein Heimatland aber nur national auf Juniorenebene an. Im April 2020 erhielt er zusammen mit seinen Landsleuten Alina Stremous und Pawel Magasejew die Staatsbürgerschaft der Republik Moldau und startet seither offiziell für dieses Land. Davor durften die Athleten nur für den moldawischen Verband antreten, da sie nie Teil der russischen Nationalmannschaft auf Seniorenebene waren. Sein Debüt gab er kurz zuvor Ende Februar 2020 bei den Europameisterschaften und nahm zusätzlich an einigen Rennen im IBU-Cup teil. Zu Beginn der Folgesaison gab Ussow in Kontiolahti seinen Einstand im Weltcup, wurde aber nach zwei Platzierungen außerhalb der besten 100 schnell wieder auf die zweite Rennebene versetzt, wo er am Saisonende mit Rang 49 im Kurzeinzel von Obertilliach sein damaliges Bestergebnis erzielte. Zudem lief er bei den Weltmeisterschaften 2021 zusammen mit Pawel Magasejew, Ussows Bruder Michail und Maxim Makarow in der Herrenstaffel, die als zuletzt überrundete Nation Rang 20 belegte. Die folgenden Saisons spielten sich für den Moldawier hauptsächlich im IBU-Cup ab, da sowohl seine Lauf- als auch Schießstatistiken nicht dem Weltcupniveau entsprachen. Im Weltcup komplettierte er 2021 und 2022 lediglich als Schlussläufer die Herrenstaffelrennen, wobei das Team in den meisten Fällen schon vorher überrundet wurde. Im Januar 2023 gewann Ussow als 31. des Sprints von Osrblie seine ersten Ranglistenpunkte im IBU-Cup, am Saisonende gelang es ihm zudem in Östersund mit der Staffel, erstmals die Ziellinie zu überqueren. Dabei erreichte das Team Rang 16 und ließ unter anderem Estland und Kasachstan hinter sich.

## Persönliches
Ussows Bruder Michail ist ebenfalls als Biathlet im Weltcup aktiv.

## Statistiken

### Weltcupplatzierungen
Die Tabelle zeigt alle Platzierungen (je nach Austragungsjahr einschließlich Olympische Spiele und Weltmeisterschaften).
- 1.–3. Platz: Anzahl der Podiumsplatzierungen
- Top 10: Anzahl der Platzierungen unter den ersten zehn (einschließlich Podium)
- Punkteränge: Anzahl der Platzierungen innerhalb der Punkteränge (einschließlich Podium und Top 10)
- Starts: Anzahl gelaufener Rennen in der jeweiligen Disziplin
- Staffel: inklusive Mixed- und Single-Mixed-Staffeln

| Platzierung               | Einzel | Sprint | Verfolgung | Massenstart | Staffel | Gesamt |
| ------------------------- | ------ | ------ | ---------- | ----------- | ------- | ------ |
| 1. Platz                  |        |        |            |             |         |        |
| 2. Platz                  |        |        |            |             |         |        |
| 3. Platz                  |        |        |            |             |         |        |
| Top 10                    |        |        |            |             |         |        |
| Punkteränge               |        |        |            |             | 12      | 12     |
| Starts                    | 1      | 3      |            |             | 13      | 17     |
| Stand: Saisonende 2023/24 |        |        |            |             |         |        |

### Biathlon-Weltmeisterschaften
Ergebnisse bei den Weltmeisterschaften:
| Weltmeisterschaften | Weltmeisterschaften | Einzelwettbewerbe | Einzelwettbewerbe | Einzelwettbewerbe | Einzelwettbewerbe | Staffelwettbewerbe | Staffelwettbewerbe | Staffelwettbewerbe |
| Jahr                | Ort                 | Einzel            | Sprint            | Verfolgung        | Massenstart       | Herrenstaffel      | Mixedstaffel       | S.-M.-Staffel      |
| ------------------- | ------------------- | ----------------- | ----------------- | ----------------- | ----------------- | ------------------ | ------------------ | ------------------ |
| 2021                | Pokljuka            | –                 | –                 | –                 | –                 | 20.                | –                  | –                  |
| 2023                | Oberhof             | –                 | –                 | –                 | –                 | 22.                | –                  | –                  |
| 2024                | Nové Město          | –                 | –                 | –                 | –                 | 21.                | –                  | –                  |
| 2025                | Lenzerheide         | –                 | –                 | –                 | –                 | 20.                | –                  | –                  |